# Jan Greve
Jan C. Greve (Amsterdam, 1877 – aldaar, 21 april 1942) was een Nederlands amateurwielrenner, -bokser en -schaatser die succes had rond het jaar 1900.
Op het WK schaatsen allround in februari 1899 in Berlijn won Greve de 10.000 meter in een tijd van 20 minuten en 36,2 seconden. De overige drie afstanden werden gewonnen door wereldkampioen Peder Østlund. Op het EK allround 1899 en EK allround 1900 eindigde Greve als 3e.
Ook met wielrennen was Greve vooral sterk op de lange afstanden. In 1898 wist hij als enige amateur in een zesuurswedstrijd voor beroepswielrenners onder meer de Franse Marius Thé en de Amerikaanse Charles Miller te verslaan. In 1900 en 1901 was Greve de snelste Nederlandse amateurwielrenner op de lange afstand.

## Persoonlijke records
| Afstand      | Tijd    | Datum            | Baan      |
| ------------ | ------- | ---------------- | --------- |
| 500 meter    | 49,0    | 18 januari 1902  | Davos     |
| 1000 meter   | 1.42,0  | 19 januari 1901  | Davos     |
| 1500 meter   | 2.36,6  | 10 februari 1900 | Davos     |
| 3000 meter   | 5.46,4  | 8 december 1902  | Groningen |
| 5000 meter   | 9.01,8  | 19 januari 1901  | Davos     |
| 10.000 meter | 18.46,4 | 10 februari 1900 | Davos     |

## Resultaten
1897
- 5e op het EK allround

1898
- NF1 op het WK allround

1899
- 3e op het EK allround
- NF3 op het WK allround

1900
- 3e op het EK allround

1901
- NF3 op het WK allround

1902
- 5e op het EK allround

1903
- Provinciaal kampioen Groningen, 8 december 1902
- 2e op het NK Allround

1904
- NS2 op het EK allround

1905
- 2e op het NK Allround